# Manuel María Uriarte Zulueta
Manuel María Uriarte Zulueta (Bilbao, 1932) és un advocat i polític basc. Ha estat advocat de l'estat i ha ocupat nombrosos càrrecs polítics i administratius: Governador Civil de Saragossa i de Biscaia. Secretari General Tècnic del Ministeri de la Presidència, sotssecretari dels Ministeris d'Indústria i Energia i d'Administració Territorial, i vocal de la Comissió General de Codificació. En el sector empresarial, ha estat conseller del Banc de Crèdit Local, de Telefònica i de Almacenes y Depósitos Aduaneros, S.A Secretari del Consell d'Administració de l'Empresa Nacional Bazán de Construccions Navals Militars. Com a militant del Partit Popular ha estat senador per Àlaba a les eleccions generals espanyoles de 1996 i 2000.